# Wiejkowo
Wiejkowo (deutsch Groß Weckow) ist ein Dorf in der Woiwodschaft Westpommern in Polen. Es gehört zur Gmina Wolin (Stadt- und Landgemeinde Wollin) im Powiat Kamieński (Camminer Kreis).

## Geographische Lage
Der Ort liegt auf der Insel Wolin am Westufer des Martenthiner Sees, gegenüber von Martenthin.

## Geschichte
Den historischen und ökonomischen Kern des Dorfes bildete das Rittergut Groß Weckow, welches Jahr 1299 als Lehen des Adelsgeschlechts von Güntersberg erstmals urkundlich erwähnt wurde. Letzter Lehnsnehmer des Gutes war Ernst von Güntersberg († 1762). Seine Witwe Amalie Sophie von Kleist (1724–1783) ließ sich das Gut allodifizieren. Der Prälat am säkularisierten Domstift Cammin Carl Christian Philipp von Berg († 1842) erwarb den Besitz anschließend käuflich. Im unmittelbaren Erbgang bzw. durch Heirat gelangte Groß Weckow an Landrat Albert von Ploetz (1803–1876), der sowohl ein Gutshaus errichten ließ, als es auch mit Schinchow zu einem Familienfideikommiss vereinigte. Der Oberstleutnant Adalbert von Ploetz, zuletzt Kommandeur des 1. Garde-Ulanen-Regiments zu Potsdam, war sein zweitältester Sohn. Erbe wurde in Tradition der älteste Sohn Paul von Ploetz. Seine Nachfahren und somit seine Familie hat Groß Weckow bis 1945 besessen. Um 1939 hatte das Rittergut Klein Weckow einen Umfang von 1375 ha mit Verwalter Robert Griep als Leiter. Rittergut Groß Weckow wiederum besaß 1050 ha Fläche, mit Otto Starck als beauftragten Administrator.
In der Kirche von Groß Weckow wurde 1841 Harald Blauzahns Goldscheibe gefunden. Von 1882 bis 1889 war Karl Sparr (1860–1932) Schullehrer in Groß Weckow.
Groß Weckow war der Sitz eines Amtes, dem ein ehrenamtlicher auf sechs Jahre gewählter Amtsvorsteher vorstand. Zum Amtsbezirk Groß Weckow gehörten die Gemeinden Kunow, Paulsdorf, Sager, Schinchow und Klein Weckow.
1945 wurde Groß Weckow, wie ganz Hinterpommern, unter polnische Verwaltung gestellt und erhielt den polnischen Ortsnamen Wiejkowo. Die deutsche Bevölkerung wurde vertrieben und durch polnische Neuansiedler ersetzt.

## Sehenswürdigkeiten
- Kirche der Unbefleckten Empfängnis der Heiligen Jungfrau Maria, rechteckiger turmloser Ziegelsteinbau im neugotischen Stil, errichtet von 1840 bis 1842.

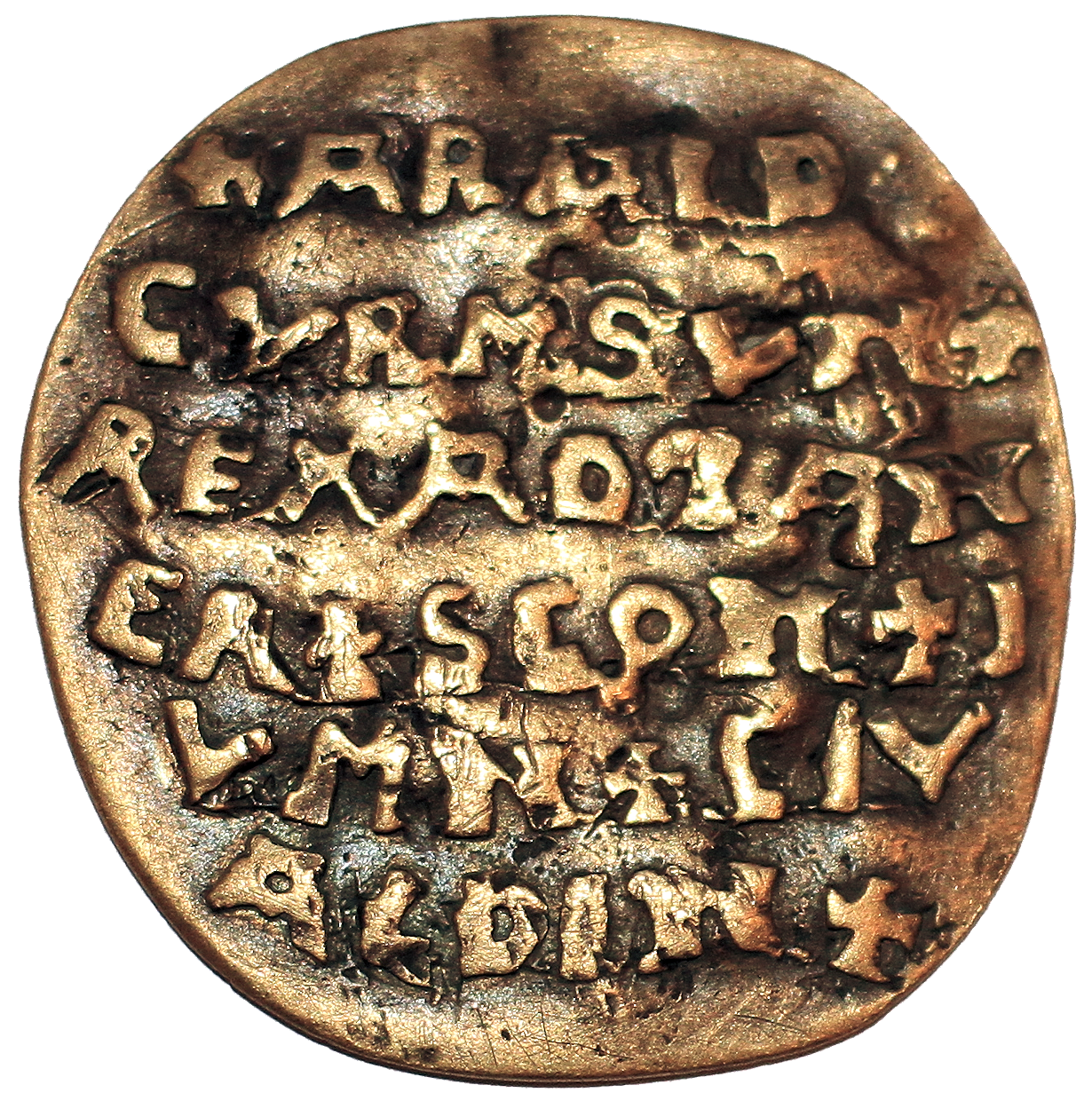
Vorderseite Harald Blauzahns Goldscheibe
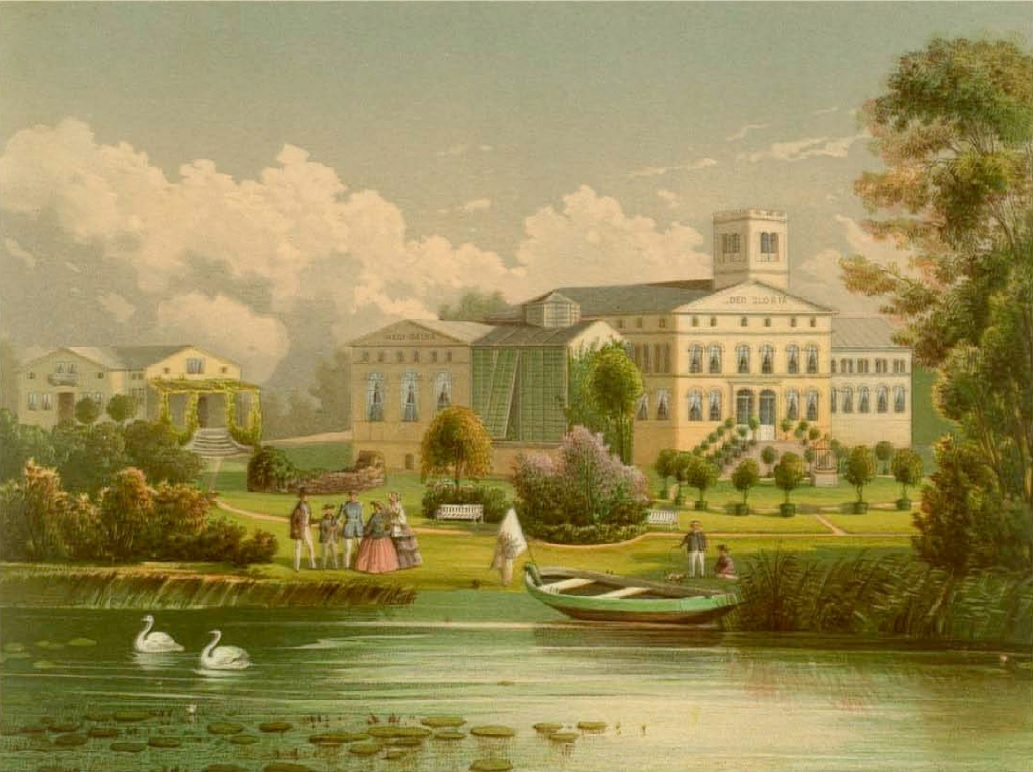
Rittergut Groß Weckow, Sammlung Alexander Duncker (um 1857/58)
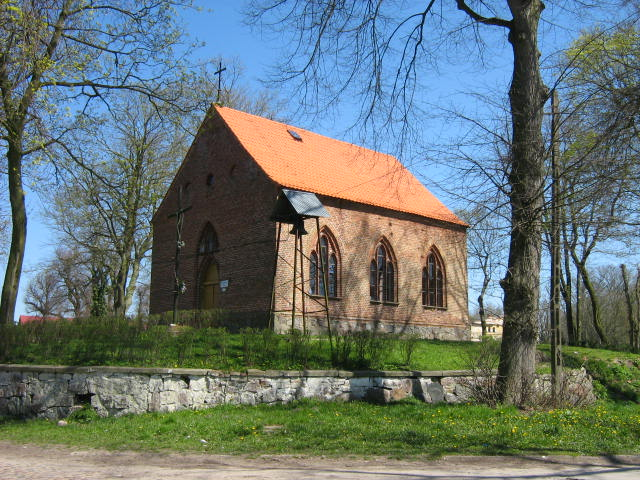
Kirche Wiejkowo (2008)